# TASS
ITAR-TASS (rusky: Информационное телеграфное агентство России – Телеграфное агентство Советского Союза, česky: Informační tisková agentura Ruska – Telegrafní agentura Sovětského svazu) je ruská státní zpravodajská agentura. Produkuje slovní zpravodajství v ruštině, angličtině, němčině, francouzštině, španělštině a arabštině, dále obrazové a zvukové zpravodajství, videozpravodajství, infografiku a další služby. Ústředí sídlí v Moskvě.

## Historie
První ruská tisková agentura byla založena roku 1904 pod názvem Sankt-Pětěrburská tisková agentura (rusky: Санкт-Петербургское телеграфное агентство), roku 1918 na jejích základech vznikla ROSTA (rusky: Российское телеграфное агентство (РОСТА), česky: Ruská tisková agentura), zpravodajská agentura sovětské vlády. V roce 1925 byla přejmenována na TASS (rusky: Телеграфное агентство Советского Союза (ТАСС), česky: Telegrafní agentura Sovětského svazu). Postupně vznikly v jednotlivých svazových republikách vlastní zpravodajské agentury, jež byly podřízeny TASSu. Po rozpadu SSSR se tyto agentury osamostatnily, TASS se stal tiskovou kanceláří Ruské federace. Roku 1992 byl přejmenován na ITAR-TASS. V roce 2014 se zpátky vrátila k používání názvu TASS, který se ale nebude rozšifrovávat.